# Abtriebswert
Der Abtriebswert ist der rechnerische Erlös beim Kahlschlag eines Wald- oder Baumbestandes abzüglich aller Werbungskosten bzw. Holzerntekosten, also der erntekostenfreie Nettoerlös bei Endnutzung eines Baumbestands. 
Der Wert wird ausgedrückt in Werteinheit je Flächeneinheit, z. B. Euro je Hektar.